# Vysílač Cukrák
Vysílač Cukrák stojí na kopci Kopanina (411 m n. m.), někdy nazývaném též Cukrák, v severní části Brdské vrchoviny, v katastrálním území Jíloviště, nedaleko jižní hranice Prahy. Jeho kóta se nachází v nadmořské výšce 399 m n. m. Stavba začala v roce 1959. Do provozu byl uveden 26. listopadu 1961. Digitální pozemní vysílání provozuje na stejných frekvencích jako Žižkovská televizní věž, v rámci SFN (Single-frequency network). Na rozdíl od toho žižkovského používá vysílač Cukrák horizontální polarizaci. 1. 3. 2017 bylo na vysílačích Cukrák a Žižkov spuštěno vysílání první přechodové sítě DVB-T2, označované jako Přechodová síť 12. Vysílání DVB-T multiplexu 1 bylo ukončeno 27. listopadu 2019, nahradil ho DVB-T2 multiplex 21. 15. ledna 2020 ukončily z tohoto vysílače vysílání celoplošné DVB-T multiplexy 2 a 3 a byly nahrazeny DVB-T2 multiplexy 22 a 23.

## Technické údaje
- Výška: 195 m
- Průměr základny: 16 m
- Hloubka základu: 12 m
- Hmotnost konstrukce: 2000 t
- Náhradní zdroj energie: 2 dieselagregáty (po 360 kW)

## Vysílané stanice

### TV
|        | Multiplex    | Kanál | Kmitočet | Výkon (ERP) | Polarizace   |
| ------ | ------------ | ----- | -------- | ----------- | ------------ |
| DVB-T2 | Multiplex 21 | 26    | 514 MHz  | 100 kW      | horizontální |
| DVB-T2 | Multiplex 22 | 40    | 626 MHz  | 100 kW      | horizontální |
| DVB-T2 | Multiplex 23 | 23    | 490 MHz  | 100 kW      | horizontální |

### Rádia
|    | Stanice           | Kmitočet  | Výkon [kW] | Polarizace |
| -- | ----------------- | --------- | ---------- | ---------- |
| FM | ČRo Střední Čechy | 100,7 MHz | 50         | vertikální |

## Nejbližší vysílače
Nejbližší významné vysílače a vzdálenost k nim:
| Růžice kompasu | Buková hora 82,3 km | Žižkov 17,5 km | Ještěd 99,2 km    | Růžice kompasu |
| Růžice kompasu | Krašov 91,6 km      | Sever          | Krásné 99,9 km    | Růžice kompasu |
| Růžice kompasu | Krašov 91,6 km      | Západ · Východ | Krásné 99,9 km    | Růžice kompasu |
| Růžice kompasu | Krašov 91,6 km      | Jih            | Krásné 99,9 km    | Růžice kompasu |
| Růžice kompasu | Svatobor 100,1 km   | Kleť 119,1 km  | Mezivrata 43,5 km | Růžice kompasu |